# Яковлев, Сергей Хрисанфович
Серге́й Хриса́нфович Я́ковлев (22 июня [5 июля] 1912 года — 27 февраля 1940 года) — красноармеец Рабоче-крестьянской Красной армии, Герой Советского Союза (1940, посмертно), участник Советско-финской войны (1939—1940) в должности стрелка 255-го стрелкового полка 123-й стрелковой дивизии 7-й армии Северо-Западного фронта.

## Биография
Родился 22 июня (5 июля) 1912 года в город Петергофе Санкт-Петербургской губернии (ныне Петродворцовый район, Санкт-Петербург, Россия) в семье рабочего.
Участник Советско-финской войны (1939—1940).
Стрелок 255-го стрелкового полка (123-я стрелковая дивизия, 7-я армия, Северо-Западный фронт) красноармеец Сергей Яковлев отличился в бою 11 февраля 1940 года при прорыве в районе восточнее Хотиннена главной полосы линии Маннергейма.
Двигаясь впереди роты с красным флагом, бесстрашный советский воин увлекал за собой бойцов. Первым оказавшись на высоте, он водрузил на ней флаг, чем способствовал общему успеху боевых действий.
Боец Красной Армии Яковлев погиб в бою 27 февраля 1940 года.
Указом Президиума Верховного Совета СССР от 21 марта 1940 года «за образцовое выполнение боевых заданий командования на фронте борьбы с финской белогвардейщиной и проявленные при этом отвагу и геройство» красноармейцу Яковлеву Сергею Хрисанфовичу посмертно присвоено звание Героя Советского Союза.
Похоронен в окрестностях посёлка Гаврилово Выборгского района Ленинградской области.